# Kungsgatan (roman)
Kungsgatan är en roman från 1935, skriven av Ivar Lo-Johansson.. Den behandlar ämnena könssjukdomar och prostitution.

## Handling
Romanen behandlar temat om stadens förhållande till landet, samt stadsbornas dito gentemot landsbygdsbornas. Den behandlar även hur ett samhälle förändras under pågående urbanisering. Romanens huvudpersoner är statarflickan Marta som flyttar från landbygden i Södermanland till Stockholm för att finna sig en ny framtid, men som snart börjar prostituera sig, samt lantarbetarsonen Adrian, som flyttar från samma by, även han för att finna sig en ny framtid. Romanen utspelar sig till stor del kring Kungsgatan i Stockholm, och skildrar utöver 1930-talets stadsliv och sociala baksidor även statarsamhällen, klarabohemer samt i viss mån olika former av vårdinrättningar.
Romanen filmatiserades 1943. Gösta Cederlund regisserade filmen, i vilken Martas väg till prostituerad betonades i högre utsträckning än i romanen.